# Encelado (astronomia)
Encelado (pronuncia /enˈʧɛlado/; in greco Ἐγκέλαδος) è un satellite naturale di Saturno, scoperto il 28 agosto 1789 da William Herschel. È il sesto satellite naturale di Saturno in ordine di grandezza.
Fino al passaggio delle due sonde Voyager, all'inizio degli anni 1980, le caratteristiche di questo corpo celeste erano poco conosciute, a parte l'identificazione di ghiaccio d'acqua sulla superficie. Le sonde hanno mostrato che questo satellite ha un diametro di soli 500 km e riflette quasi il 100% della luce solare. La Voyager 1 ha permesso di scoprire che Encelado orbita nella regione più densa dell'anello E di Saturno mentre Voyager 2 ha rivelato che, nonostante le sue piccole dimensioni, il satellite presenta regioni che variano da superfici antiche con molti crateri da impatto a zone recenti datate circa 100 milioni di anni.
Nel 2005, grazie a diversi voli ravvicinati della sonda Cassini, sono stati rivelati dettagli della superficie che hanno risposto a molte delle domande aperte dalle sonde Voyager e ne hanno poste di nuove. In particolare la sonda ha scoperto un pennacchio ricco d'acqua che si erge nella regione polare sud. Questa scoperta, assieme alla presenza di fuoriuscite di calore interno e di pochi crateri da impatto nel polo sud, indica che Encelado è attualmente geologicamente attivo. Le lune nei sistemi dei giganti gassosi sono spesso intrappolate in risonanze orbitali che comportano delle librazioni forzate o a eccentricità orbitali; la vicinanza con il pianeta padre può indurre inoltre il riscaldamento del satellite generato dalle forze mareali.
Encelado è uno dei tre corpi celesti del sistema solare esterno (assieme alla luna Io di Giove e la luna Tritone di Nettuno) dove sono state osservate delle eruzioni attive. Le analisi dei gas emessi suggeriscono che siano stati generati da acqua liquida situata sotto la superficie. Una parte del vapore acqueo che fuoriesce dai pennacchi ricade sotto forma di "neve", mentre il resto fornisce il materiale che costituisce l'anello E di Saturno. Assieme alle analisi chimiche del pennacchio, queste scoperte hanno alimentato le ipotesi che Encelado sia un importante soggetto di studio nel campo dell'esobiologia.

## Nome
Il nome di questo satellite deriva dall'Encelado della mitologia greca. È designato anche Saturno II o II S Encelado. Il nome "Encelado", e i nomi di tutti i sette satelliti di Saturno allora conosciuti, furono suggeriti dal figlio di William Herschel, John Herschel, nella sua pubblicazione del 1847 sui risultati delle osservazioni astronomiche fatte a Capo di Buona Speranza. Fu scelto questo nome perché Saturno, noto con il nome di Crono nella mitologia greca, era il signore dei Titani. Le caratteristiche di Encelado hanno ricevuto il nome dalla IAU in base ai personaggi e i luoghi del libro Le mille e una notte. I crateri da impatto sono chiamati in base ai personaggi, mentre le altre strutture come Fossae (depressioni o fosse), Dorsa (creste), Planitiae (pianure) e Sulci (lunghe scanalature parallele) prendono la denominazione dei luoghi. Hanno ricevuto ufficialmente il nome dalla IAU 57 caratteristiche, di cui 22 dopo i sorvoli delle sonde Voyager e 35 nel novembre 2006 dopo i tre sorvoli della sonda Cassini del 2005. Alcuni dei nomi che sono stati conferiti sono Samarkand Sulci, il cratere Aladdin, Daryabar Fossa e Sarandib Planitia.

## Osservazione
Encelado è stato scoperto da Fredrick William Herschel il 28 agosto 1789, con l'uso del suo nuovo telescopio da 1,2 m, il più grande del mondo in quel tempo.
Herschel ha osservato per la prima volta questo satellite nel 1787, ma non lo riconobbe con il suo piccolo telescopio da 16,5 cm di apertura. La debole magnitudine (circa +11,7) e la sua vicinanza al brillante Saturno e ai suoi anelli, rendono difficile l'osservazione di Encelado dalla Terra e richiede un telescopio con un'apertura di 15–30 cm, a seconda delle condizioni atmosferiche e dell'inquinamento luminoso della zona di osservazione. Come molti satelliti di Saturno scoperti prima dell'era spaziale, venne osservato per la prima volta quando gli anelli di Saturno sono posizionati "di taglio" rispetto alla Terra, ovvero quando il nostro pianeta è all'interno del piano degli anelli durante l'equinozio del gigante gassoso. In questi periodi la luminosità degli anelli è ridotta e facilita l'osservazione di Encelado.
Prima del programma Voyager, sono stati compiuti pochi miglioramenti nella visione del satellite rispetto al punto luminoso visto da Herschel ed è stato possibile stimare solo le caratteristiche orbitali, la massa, la densità e l'albedo.

## Esplorazione

### Voyager
Le prime immagini ravvicinate sono state ottenute dalle sonde Voyager. Voyager 1 è stata la prima a sorvolare il satellite a una distanza di 202000 km il 12 novembre 1980. Le immagini acquisite da questa distanza hanno una risoluzione spaziale bassa ma hanno rivelato una superficie altamente riflettente priva di crateri da impatto, che ne ha suggerito un'età relativamente recente.
Voyager 1 confermò anche che Encelado è circondato dalla regione a maggiore densità dell'anello E di Saturno. In combinazione con la recente formazione della superficie, gli scienziati hanno dedotto che l'anello E si sarebbe generato dalle particelle emesse dalla superficie del satellite.
La Voyager 2 ha sorvolato Encelado da una distanza inferiore (87010 km) il 26 agosto 1981, cosa che ha permesso la ripresa di immagini a risoluzione superiore. Esse hanno rivelato la giovane natura della sua superficie.
La superficie presenta diverse regioni con differenti età, tra cui una zona a latitudini medio-alte con molti crateri e un'altra con pochi crateri vicino all'equatore. Questa diversità geologica contrasta con la superficie antica e coperta di crateri di Mimas, un altro satellite di Saturno con dimensioni leggermente inferiori. La giovane epoca di formazione geologica fu una grande sorpresa per la comunità scientifica, poiché nessuna teoria era in grado di spiegare come un corpo celeste così piccolo (e freddo, paragonato a Io) poteva avere segni di una tale attività. Tuttavia Voyager 2 non riuscì a determinare se Encelado era attivo oppure se era la sorgente dei materiali dell'anello E.

### Cassini
La risposta a questi e altri interrogativi ha dovuto attendere fino all'arrivo della sonda Cassini che entrò in orbita di Saturno il 1º luglio 2004. Dati i risultati ricavati dalla sonda Voyager 2, Encelado venne considerato una priorità nelle indagini di Cassini e vennero pianificati diversi sorvoli ravvicinati entro 1500 km di distanza e vari sorvoli "di opportunità" a una distanza inferiore a 100000 km. I sorvoli già compiuti hanno rivelato importanti informazioni sulla superficie, come la scoperta di vapore acqueo che si sprigiona dalla regione polare sud. Queste scoperte hanno imposto delle correzioni del piano di volo della sonda per effettuare sorvoli più ravvicinati.
La missione estesa di Cassini includeva sette sorvoli ravvicinati di Encelado tra luglio 2008 e luglio 2010, con due passaggi a soli 50 km nella seconda metà del 2008. Cassini ha effettuato un sorvolo anche il 28 ottobre 2015, passando a una distanza di 49 km e attraversando il pennacchio di un geyser. Ciò ha confermato la presenza di idrogeno molecolare (H2), potenziale nutriente per la vita microbica e un'ulteriore prova dell'attività idrotermale nel fondale marino di Encelado, fattore favorevole all'abitabilità di forme di vita.
La missione Cassini ha rivelato che Encelado possiede un oceano con una fonte di energia, nutrienti e molecole organiche, elementi che rendono Encelado uno dei luoghi migliori per lo studio di ambienti potenzialmente abitabili.

### Missioni future
Le scoperte fatte da Cassini su Encelado hanno stimolato proposte di missione di follow-up, tra cui il Journey to Enceladus and Titan (JET) per lo studio dettagliato dei pennacchi e l'Enceladus Explorer, un lander dall'Agenzia spaziale tedesca per studiare l'abitabilità dell'oceano sotto la superficie tramite un IceMole, una sonda robotica in grado di sondare la crosta ghiacciata. Un altro progetto orientato a scoprire l'abitabilità dell'oceano nel sottosuolo è la Encelado Life Finder, che effettuerebbe diversi passaggi attraverso i pennacchi dei geyser cercando qualche biofirma che indichi la presenza di vita.
L'Agenzia spaziale europea (ESA) nel 2008 valutò alcuni progetti per inviare una sonda su Encelado e Titano, come il Titan Saturn System Mission (TSSM). TSSM era una proposta ambiziosa di NASA ed ESA congiunte per l'esplorazione dei satelliti di Saturno, con Encelado come obiettivo principale, ed era in competizione con la proposta di finanziamento dell'Europa Jupiter System Mission (EJSM), una missione che aveva come obiettivo le lune ghiacciate di Giove. Nel febbraio 2009, venne annunciato che la NASA ed ESA avevano dato la priorità alla missione EJSM piuttosto che alla TSSM, anche se quest'ultima continuerà ad essere un progetto studiato e valutato in futuro.
Nel novembre 2017, il miliardario russo Jurij Mil'ner ha espresso interesse per una missione a basso costo finanziata da privati su Encelado, che potrebbe essere realizzata in tempi relativamente brevi. Nel settembre 2018, la NASA e le Breakthrough Initiatives, fondate da Mil'ner, hanno firmato un accordo di cooperazione per la fase iniziale del progetto. Il veicolo spaziale sarebbe a basso costo, di massa ridotta e verrebbe lanciato ad alta velocità su un razzo economico. La navicella effettuerebbe un singolo sorvolo attraverso i pennacchi di Encelado per raccogliere campioni e analizzarne il contenuto alla ricerca di biofirme.
Nel 2022, il Planetary Science Decadal Survey ha proposto alla NASA di dare la priorità al suo nuovo concetto di sonda, l'Enceladus Orbilander, terza missione proposta di classe Flagship per il decennio 2023-2032, dopo le missioni Mars Sample Return e Uranus Orbiter and Probe. La sonda trascorrerebbe un anno e mezzo in orbita attorno a Encelado studiando i suoi pennacchi d'acqua che si estendono nello spazio, prima di atterrare sulla superficie, dove per due anni effettuerebbe ricerche astrobiologiche alla ricerca di forme di vita. La missione, con un costo stimato di 4,9 miliardi di dollari, potrebbe essere lanciata alla fine degli anni 2030 su uno Space Launch System o Falcon Heavy e atterrare su Encelado nei primi anni 2050.
È inoltre iniziato un progetto (EELS) della NASA posto all'esplorazione del satellite tramite un robot a forma di serpente.

## Caratteristiche fisiche

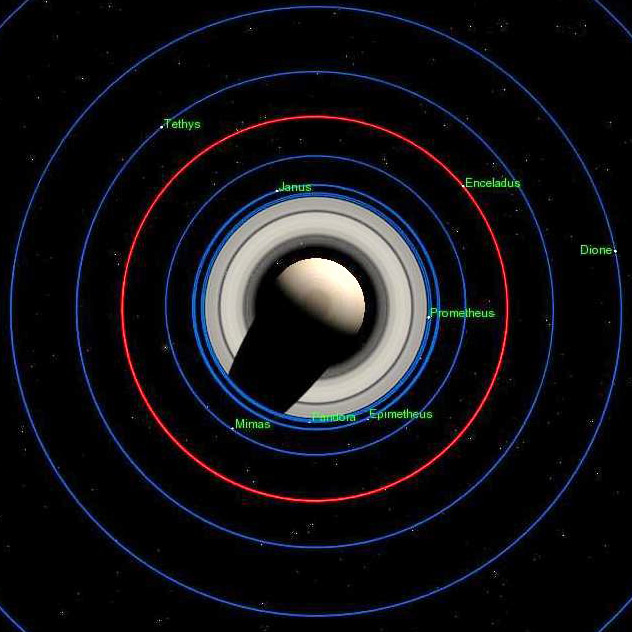
Visuale dell'orbita di Encelado (evidenziata in rosso) dal polo nord di Saturno

### Orbita
Encelado è uno dei più grandi satelliti interni di Saturno, il quattordicesimo in ordine di distanza, e orbita all'interno dell'anello E, il più esterno di Saturno.
La distanza dal centro del pianeta madre è di 238000 km e di 180000 km dal confine dell'atmosfera, tra le orbite di Mimas e Teti. L'orbita richiede 32,9 ore per effettuare una rotazione (l'orbita è sufficientemente veloce per rendere osservabile il movimento del satellite durante una singola notte). La risonanza orbitale è in rapporto di 2:1 con quella di Dione, compiendo due orbite per ogni orbita effettuata da Dione. Questa risonanza aiuta a mantenere l'eccentricità orbitale di 0,0047 e fornisce l’energia per l'attività geologica.
Come molti dei satelliti maggiori di Saturno, ha una rotazione sincrona con il periodo orbitale, mantenendo una faccia puntata sempre verso Saturno. A differenza della Luna, Encelado non sembra possedere un movimento di librazione attorno al suo asse di rotazione; tuttavia le analisi della forma di questo corpo celeste suggeriscono che in qualche momento abbia posseduto una librazione forzata. Essa potrebbe aver costituito un'ulteriore fonte di energia.

#### Interazione con l'anello E

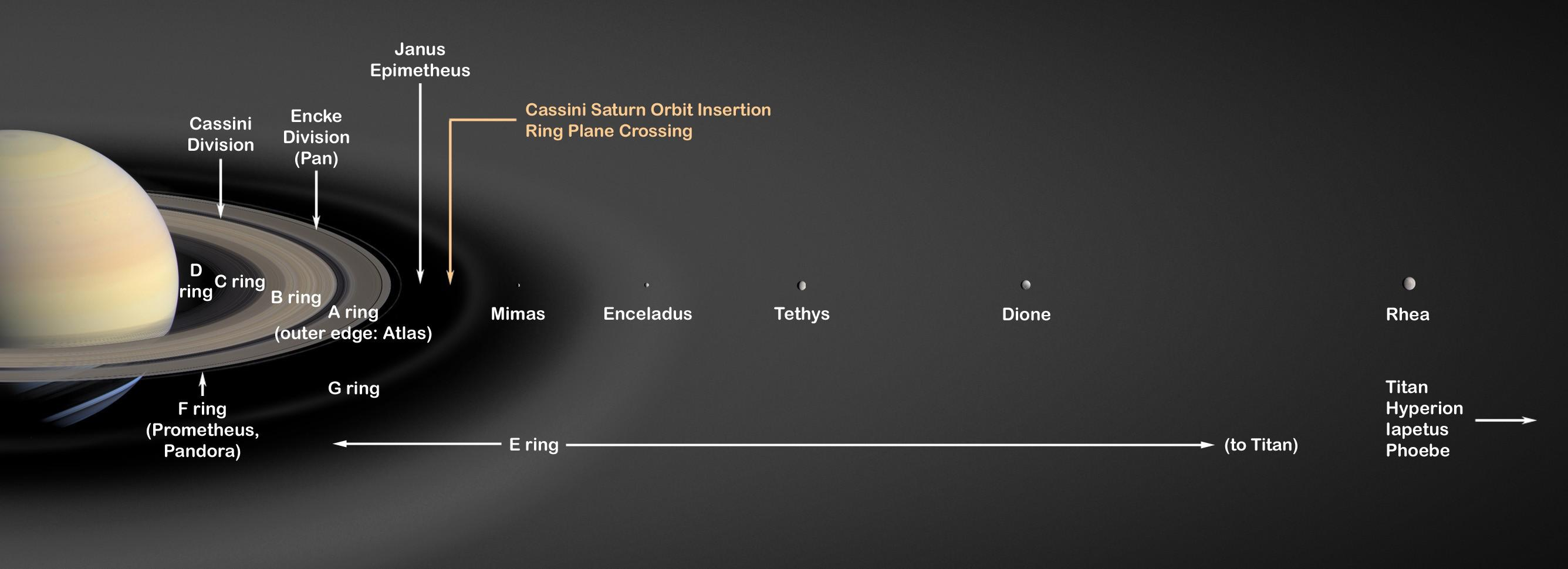
Visuale dell'orbita di Encelado di lato, in rapporto con l'anello E di Saturno.

L'anello E è il più esterno ed esteso tra gli anelli di Saturno. Costituito da materiali microscopici composti da polvere e ghiaccio, si estende dall'orbita di Mimas e Teti, anche se alcune osservazioni suggeriscono che possa estendersi oltre l'orbita di Titano, con una larghezza di 1000000 km. I modelli matematici hanno tuttavia mostrato che un tale anello sarebbe instabile, e avrebbe una vita compresa tra 10 000 e 1 000 000 di anni. Per questo motivo dovrebbe essere costantemente rifornito di particelle. Encelado orbita all'interno di questo anello, nel punto dove è più stretto ma possiede maggiore densità, ed è stato ipotizzato che sia la fonte principale delle particelle dell'anello. Ci sono di fatto due meccanismi che potrebbero rifornire l'anello con le particelle: la prima è che la fonte di materiali proviene dal pennacchio criovulcanico nella regione polare sud, siccome la velocità di fuga del satellite è bassa (solo 866 km/h) parte del materiale espulso day geyser viene disperso nello spazio circostante. Il secondo meccanismo proviene dal bombardamento meteorico del satellite che solleva particelle di polvere dalla superficie. Questo fenomeno non è unico, ma è presente per tutte le lune di Saturno che orbitano all'interno dell'anello E.
L'ipotesi che la fonte dell'anello E sono i geyser di Encelado è stata confermata dalla sonda Cassini; nell'anello E è stata riscontrato una grossa concentrazione di sali di sodio nei granelli di ghiaccio, che può essere spiegata solo dal contatto di acqua liquida con la roccia interna di Encelado ed espulsa nello spazio dai geyser.

### Dimensione e forma

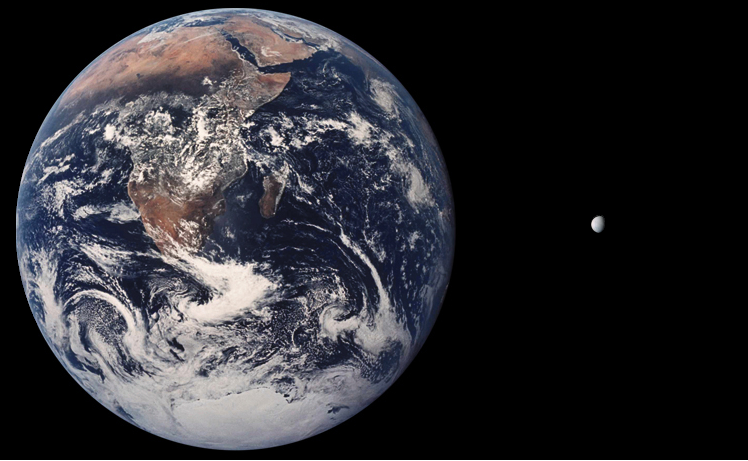
Confronto tra le dimensioni della Terra e di Encelado.

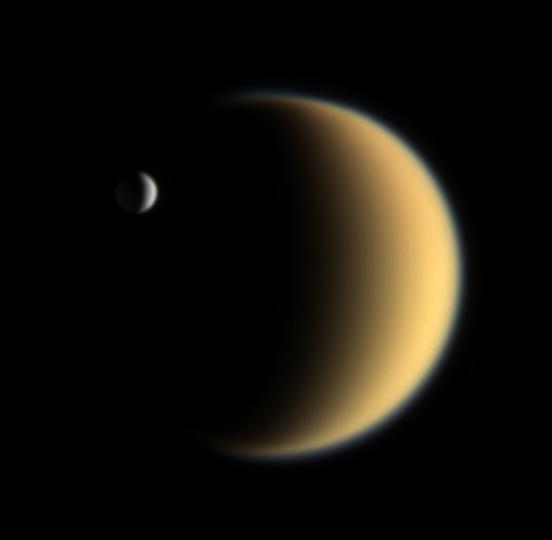
Encelado (in alto a sinistra) transita su Titano, ripreso dalla Cassini il 5 febbraio 2006. Encelado era a 4,1 milioni di chilometri di distanza e Titano 1,2 milioni di chilometri più lontano.

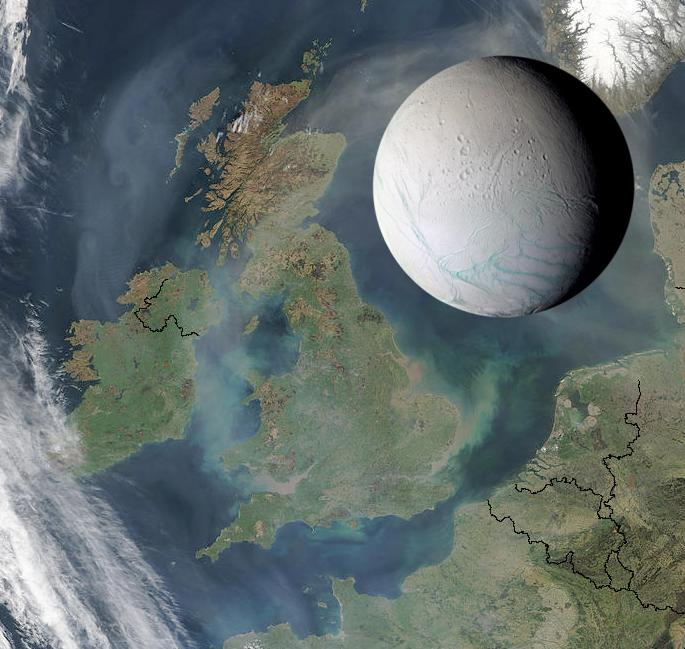
Dimensione di Encelado paragonata al Regno Unito.

Encelado è un satellite relativamente piccolo, con un diametro medio di 505 km, solo un settimo del diametro della Luna. La massa e le dimensioni lo rendono il sesto satellite più grande di Saturno dopo Titano (5 150 km), Rea (1 530 km), Giapeto (1 440 km), Dione (1 120 km) e Teti (1 050 km), oltre a essere uno dei più piccoli satelliti di forma sferica.
La forma è di un ellissoide schiacciato e le dimensioni (calcolate dalle immagini riprese dagli strumenti della sonda Cassini) sono di 513(a)×503(b)×497(c) km dove (a) corrisponde al diametro in direzione di Saturno, (b) al diametro tra il polo più lontano e il più vicino lungo l'orbita e (c) alla distanza tra i poli nord e sud.

### Superficie
Almeno cinque tipi diversi di terreno sono stati identificati su Encelado. Oltre ai crateri, ci sono pianure lisce, estese fessure lineari e catene montuose.
Una parte della superficie è relativamente giovane, probabilmente meno di 100 milioni di anni. Questo significa che Encelado è stato recentemente attivo con qualche tipo di criovulcanismo o altro processo di rinnovamento della superficie. Il recente e pulito ghiaccio che domina la sua superficie dà a Encelado l'albedo più alto di qualunque altro corpo nel sistema solare, 0,99. Poiché riflette così tanta luce solare, la temperatura di superficie media è di soli -201 °C.

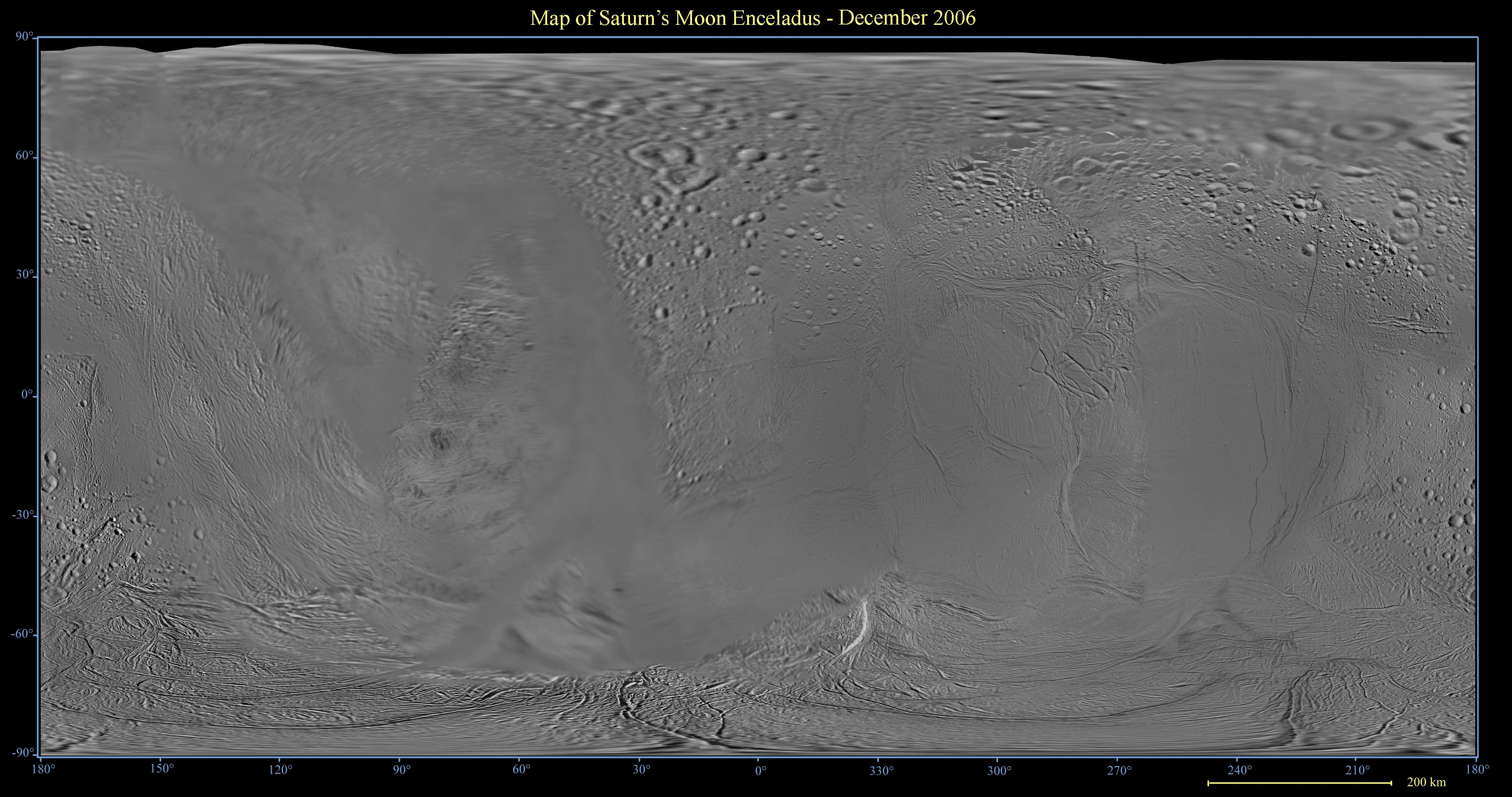
Un'immagine composita della superficie di Encelado.

Encelado è troppo piccolo per essere ancora scaldato dal decadimento radioattivo al suo interno. Encelado è in risonanza orbitale 2:1 con Dione, in modo simile a ciò che accade tra Io ed Europa, e questo può offrire un meccanismo di riscaldamento mareale; tuttavia è probabilmente insufficiente per sciogliere il ghiaccio d'acqua. Perciò Encelado potrebbe essere composto di qualche materiale con punto di fusione più basso, invece che dall'acqua pura, sebbene nessuna traccia di tale materiale è stata finora trovata dal VIMS (Spettrometro visuale e infrarosso) della Cassini. Comunque ci sono fessure, pianure, terreno corrugato e altre deformazioni della crosta che indicano che l'interno della luna può essere liquido, anche se sarebbe dovuto gelare miliardi di anni fa.
Le osservazioni effettuate nel 2005 dalla sonda Cassini hanno rivelato ulteriori caratteristiche della superficie, ad esempio le pianure lisce osservate dalla Voyager 2 sono state riprese a una maggiore risoluzione, rivelando delle regioni relativamente libere da crateri che presentano molte piccole creste e scarpate. Inoltre, le diverse fratture all'interno delle regioni più antiche e ricoperte di crateri hanno suggerito che la superficie deve essere stata soggetta a deformazioni successive alla formazione dei crateri e sono state scoperte diverse aree in parti del satellite che non erano state riprese dalla sonda Voyager, tra cui lo strano terreno presente vicino al polo sud.

#### Crateri

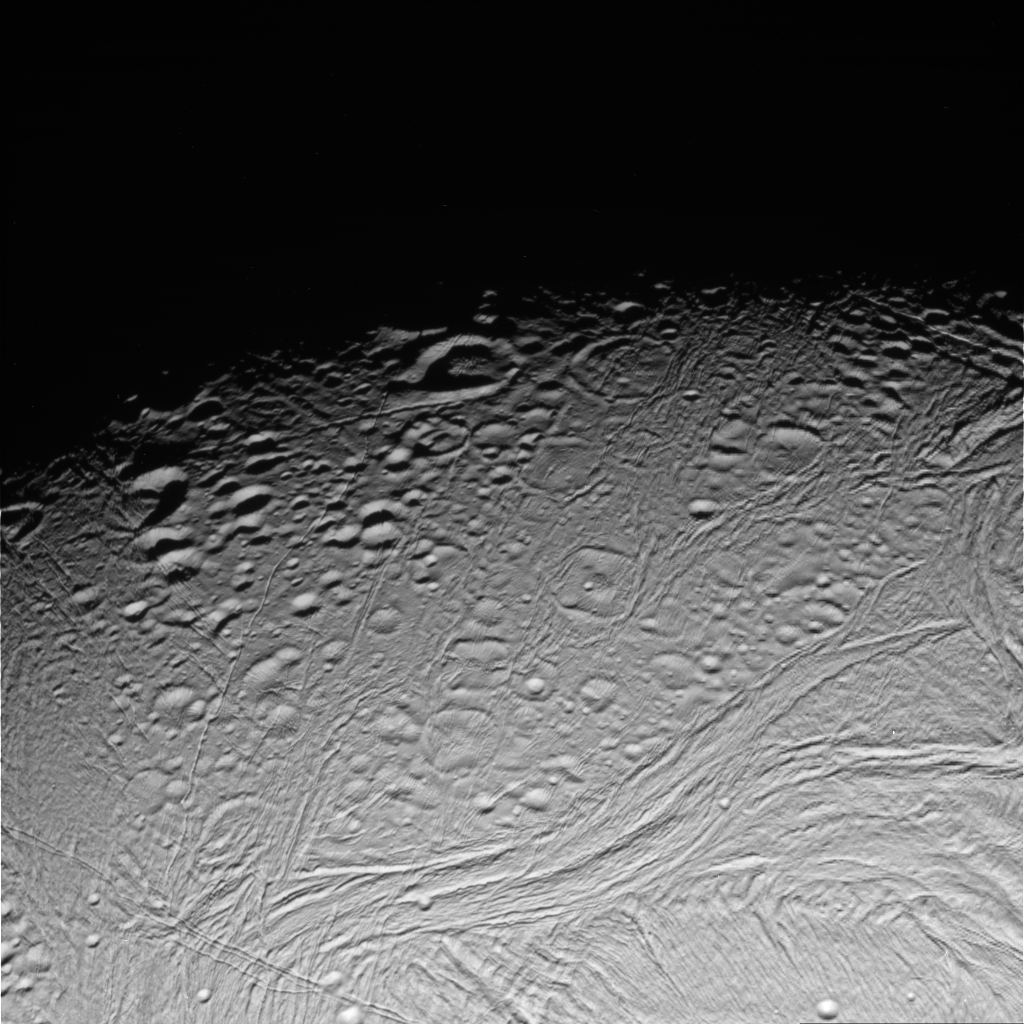
Crateri degradati, ripresi dalla
Cassini il 17 febbraio 2005. È visibile la Hamah Sulci che si distende da sinistra a destra nella parte inferiore dell'immagine. I crateri delle unità ct_{2} sono visibili sopra la Hamah Sulci.

I crateri da impatto sono comuni in molti corpi del sistema solare. Gran parte della superficie di Encelado presenta crateri. Dai dati della Voyager sono stati identificate tre diverse unità geologiche nella topografia dei crateri in base alla densità dei crateri stessi, da ct1 e ct2 che contengono crateri di diametro variabile tra i 10 e 20 km e diversi gradi di degradazione a cp che si riferisce a pianure caratterizzate da pochi crateri. Questa suddivisione suggerisce che Encelado ha rinnovato la sua superficie durante diverse fasi.
Le osservazioni più recenti della Cassini hanno permesso uno sguardo più approfondito alle unità ct2 e cp. Queste osservazioni, rivelano che molti crateri di Encelado sono stati fortemente deformati attraverso delle fratture e dei rilassamenti viscosi (Viscous relaxation). Questi ultimi provocano la deformazione di strutture geologiche come i crateri che si sono formati sul ghiaccio d'acqua durante periodi geologici a causa degli effetti gravitazionali. I crateri che subiscono questo effetto tendono ad avere il fondo a forma di cupola o sono costituiti solo dal rialzamento del bordo circolare dalla superficie. Il grande cratere Dunyazad è un primo esempio di questo fenomeno e presenta un fondo a forma di cupola; inoltre, molti altri crateri sono stati modificati dalle fratture tettoniche: le fratture sono larghe da diversi centinaia di metri fino a un chilometro e hanno alterato pesantemente il bordo e il fondo del cratere. Quasi tutti i crateri di Encelado ripresi dalla sonda Cassini nella unità geologica ct2 mostrano segni di deformazione tettonica. Queste due deformazioni dimostrano che, mentre i terreni che presentano molti crateri sono regioni più antiche, quasi tutti i crateri sono in qualche fase di degradazione.

#### Tettonica
La Voyager 2 ha rilevato diversi fenomeni geologici, e le analisi più recenti suggeriscono che il tipo di deformazione predominante è quello della tettonica a zolle. Uno degli esempi più significativi è costituito da canyon che raggiungono i 200 km di lunghezza, da 5 a 10 km di larghezza e un chilometro di profondità.

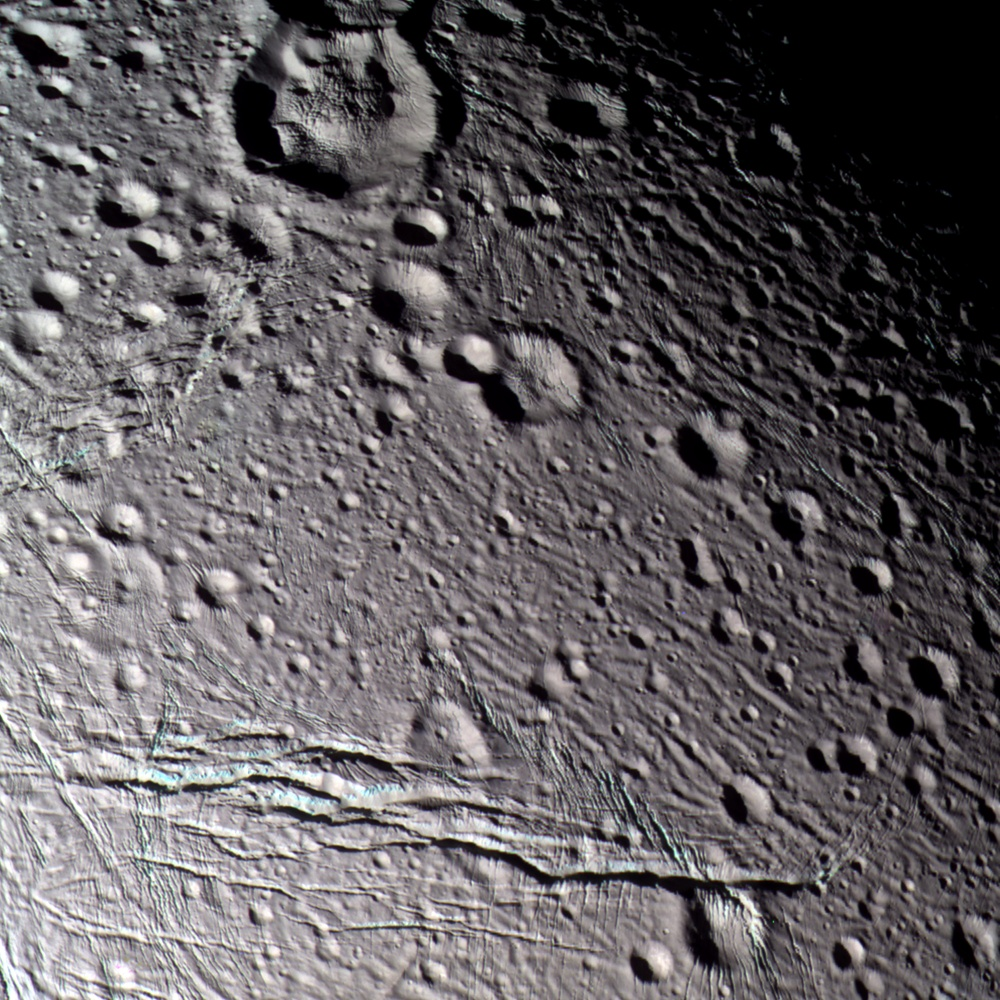
Visuale in falsi colori della superficie, dove sono presenti diverse caratteristiche di origine tettonica. Immagine ripresa dalla Cassini il 9 marzo 2005.

Un ulteriore esempio è un tipo di terreno scanalato costituito da scanalature e creste curvilinee. Queste bande, scoperte dalla Voyager 2 spesso separano le pianure lisce dalle regioni ricoperte da crateri. Queste aree ricordano dei fenomeni analoghi presenti su Ganimede, anche se su Encelado la topografia appare più complessa: invece di essere rettilinee, queste strisce di terreno appaiono come bande allineate in modo rozzo e a volte sembrano piegarsi verso l'alto con fratture e creste che scorrono lungo la loro lunghezza.

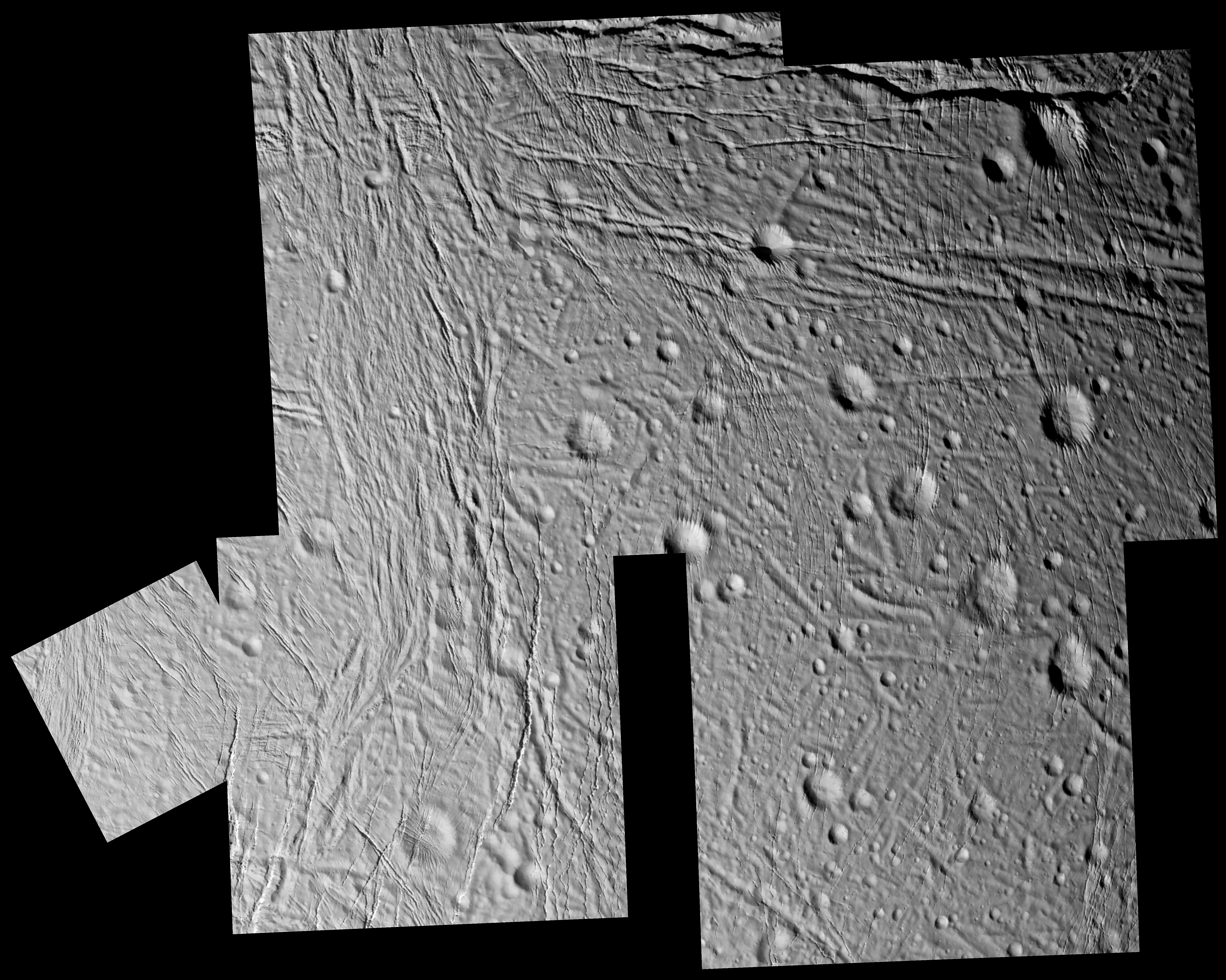
Mosaico ad alta risoluzione della superficie di Encelado.

Oltre alle fratture profonde e i terreni scanalati, Encelado presenta altri tipi di terreni: fratture più strette (larghe qualche centinaia di metri) che sono state scoperte per la prima volta dalla sonda Cassini. Queste fratture sono state osservate in bande che tagliano dei terreni con molti crateri, con profondità di qualche centinaio di metri. Molte sembrano essere state influenzate durante la loro formazione dalla friabile regolite prodotta dai crateri da impatti.
Alcune scanalature lineari osservate dalla Voyager sono state riprese a una risoluzione maggiore e scorrono da nord verso sud. Su Encelado sono state anche osservate delle creste, anche se non si estendono come quelle presenti su Europa.

#### Pianure

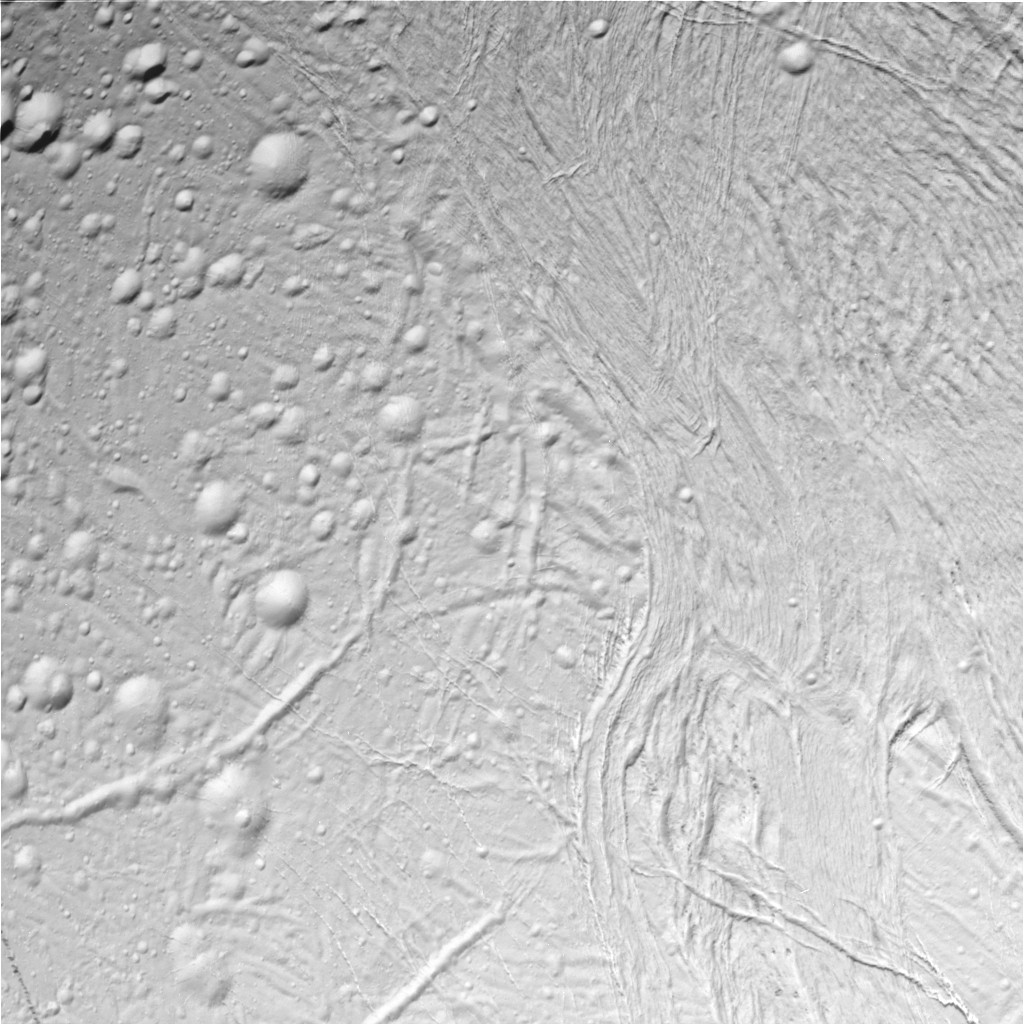
Samarkand Sulci su Encelado ripresa dalla Cassini il 17 febbraio 2005. A destra è visibile la porzione nordovest della Sarandib Planitia.

Le prime pianure lisce osservate dalla Voyager 2 erano caratterizzate da bassi rilievi e pochi crateri, particolari che indicano un'età relativamente recente. In una di esse, chiamata Sarandib Planitia, non sono visibili crateri da impatto, mentre a sudovest si trovano delle scarpate. Si è notato che queste pianure sono ricoperte da creste basse e fratture. Queste caratteristiche sono interpretate come l'effetto di deformazioni dette sforzi di taglio. Le immagini ad alta risoluzione di Sarandib Planitia hanno rivelato inoltre piccoli crateri, che permettono di stimare l'età in 170 milioni di anni o 3,7 miliardi di anni, a seconda della popolazione degli oggetti impattatori.
La maggiore copertura fornita dalla Cassini ha permesso l'identificazione di ulteriori regioni dove sono presenti aree lisce e piane, in particolare sull'emisfero anteriore (il lato del satellite che è diretto verso il moto mentre il corpo celeste orbita attorno a Saturno). Queste nuove zone non presentano basse creste ma numerose fosse e creste che si incrociano similmente alla regione polare sud. Quest'area è nell'emisfero opposto rispetto alle pianure Sarandib e Diyar, quindi queste regioni potrebbero essere state influenzate dagli effetti di marea provocati da Saturno.

#### Regione polare sud
Il 14 luglio 2005 sono state riprese immagini che rivelavano una regione deformata circondante il polo sud di Encelado. Questa area, che raggiunge a nord la latitudine di 60° sud, è coperta da fratture e creste, con pochi crateri. Si pensa che sia la regione più giovane del satellite e di tutte le altre lune ghiacciate di dimensioni medie: i modelli riguardanti il tasso di crateri suggeriscono che l'età sia inferiore a 10-100 milioni di anni. Vicino al centro sono presenti quattro fratture chiamate Tiger stripes limitate da creste su entrambe le estremità. Queste fratture sembrano le strutture più giovani della regione e sono circondate da ghiaccio d'acqua a grani grezzi, che in falsi colori è di colore verde menta, che è stato osservato in altri punti della superficie all'interno di affioramenti e fratture.
La regione è sufficientemente giovane da non essere stata ricoperta dal ghiaccio a grani fini proveniente dall'anello E. I risultati spettrografici indicano che il materiale di colore verde presente in questa regione è distinto chimicamente dal resto dei materiali presenti sulla superficie. Infatti è stato rilevato ghiaccio cristallino, che potrebbe essere molto recente (inferiore a 1 000 anni) oppure alterato termicamente nel recente passato. Sono stati rilevati anche composti organici semplici nella regione, che non sono stati finora trovati in nessun altro satellite.
I confini della regione polare sud sono contrassegnati da una serie di valli e creste parallele a forma di Y o di V. La forma, l'orientamento e la posizione di queste strutture indicano che sono state generate dal cambiamenti globali della forma di Enceladus. Attualmente sono state formulate due teorie che possono spiegare una tale modifica della superficie. La prima teoria indica che l'orbita potrebbe essere stata postata verso l'interno, aumentando la velocità di rotazione, e provocando l'appiattimento lungo l'asse di rotazione di Encelado. Una seconda ipotesi suggerisce che un eventuale spostamento verso l'alto di una massa di materiale caldo e a bassa densità all'interno del satellite potrebbe aver spostato la regione che si trovava alle latitudini medie verso la regione polare.
Una conseguenza della teoria dell'appiattimento lungo l'asse è che entrambe le regioni polari dovrebbero avere lo stesso andamento di deformazione, tuttavia la regione polare nord presenta molti crateri e ha un'età molto superiore a quella del polo sud. Questo potrebbe essere spiegato da variazioni nello spessore della litosfera, supportate dalle correlazioni tra le discontinuità a forma di Y e le cuspidi a forma di V lungo la regione polare sud. Le discontinuità a forma di Y e le fratture che sono state provocate dalla tensione lungo la direzione nord sud sono correlate con il terreno di età minore con una litosfera più sottile. Le cuspidi a forma di V sono adiacenti a terreni più antichi e contenenti più crateri.

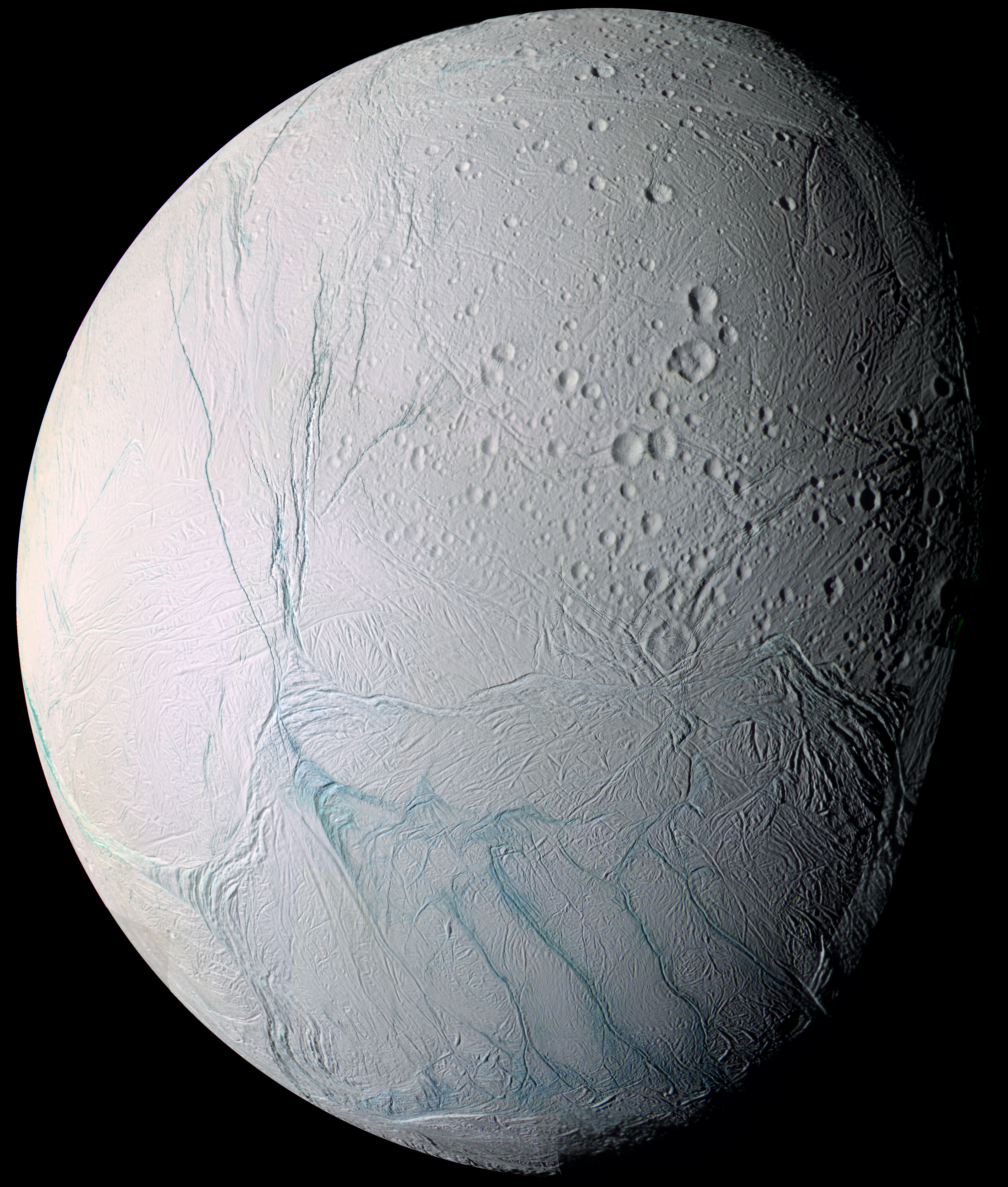
Encelado (in falsi colori) ripreso dalla sonda Cassini.

### Criovulcanismo

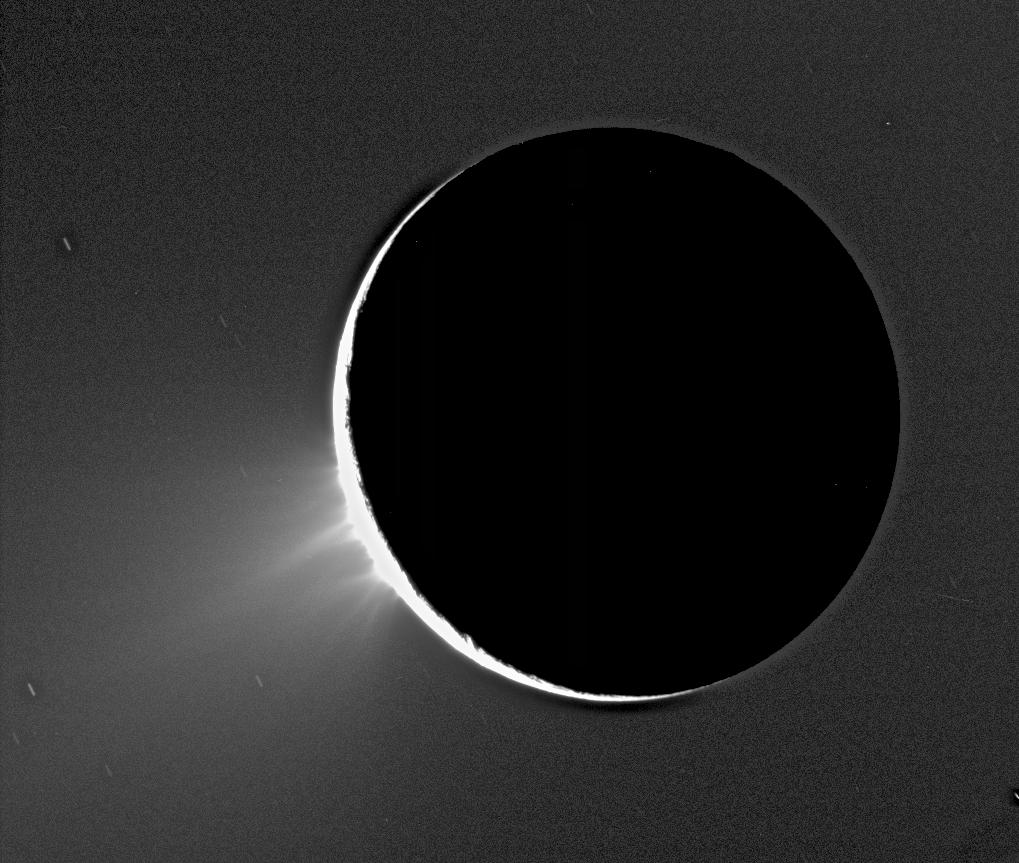
Pennacchi sopra il bordo di Encelado che alimentano l'anello E. Sembrano emanare dalla zona detta Tiger stripes vicino al polo sud.

A seguito dei sorvoli della Voyager nei primi anni 1980, gli scienziati ipotizzarono che la luna poteva essere geologicamente attiva, a causa della sua superficie giovane e riflettente e la sua posizione all'interno dell'anello E. Basandosi sulla connessione tra Encelado e l'anello E, si pensò che Encelado fosse la fonte dei materiali dell'anello, forse attraverso emissioni di vapore acqueo dall'interno del satellite. Tuttavia le sonde Voyager non riuscirono a trovare delle prove definitive.
I dati forniti dai numerosi strumenti della sonda Cassini hanno permesso di rilevare nel 2005 fenomeni di criovulcanismo. In questi fenomeni i materiali eruttati sono acqua e altri elementi volatili, invece di magma. Dalle immagini riprese tra gennaio e febbraio dalla sonda Cassini venne osservato infatti un pennacchio di particelle ghiacciate dal polo sud del satellite, anche se in un primo momento venne ipotizzata la presenza di un artefatto sull'immagine. I dati provenienti dai magnetometri fornirono un indizio che il fenomeno potesse essere reale quando trovarono i segni di un'atmosfera su Encelado. Il magnetometro infatti registrò un aumento dell'energia delle onde elettrostatiche degli ioni nei pressi di Encelado. Queste onde sono prodotte dall'interazione delle particelle ionizzate con i campi magnetici e la loro frequenza può essere usata per identificare la composizione, che in questo caso era vapore acqueo.
Durante i successivi due incontri, il team scientifico determinò che i gas nell'atmosfera del satellite erano concentrati nella regione polare sud, con una densità atmosferica che scendeva man mano che ci si allontanava dal polo. Lo spettrografo a ultravioletti ha confermato questo risultato osservando sue occultazioni stellari durante i sorvoli del 17 febbraio e del 14 luglio. A differenza dei magnetometri, quest'ultimo strumento non ha rilevato l'atmosfera durante il sorvolo di febbraio ma ha invece rilevato vapore acqueo sopra la regione polare sud a luglio.
Fortuitamente, la sonda ha volato attraverso questa nube di gas durante l'incontro di luglio permettendo l'analisi diretta da parte degli strumenti Ion and Neutral Mass Spectrometer (INMS) e il Cosmic Dust Analyser (CDA). Mentre il primo ha misurato la composizione dei gas, rilevando per la maggior parte vapore acqueo assieme a elementi minori come azoto, metano e anidride carbonica, il Cosmic Dust Analyzer ha rilevato un notevole incremento del numero di particelle attorno a Encelado, confermando che la luna è la fonte primaria dei materiali dell'anello E. Le analisi dei due strumenti hanno suggerito che la nube di gas attraversata dalla sonda era in realtà un pennacchio criovulcanico ricco d'acqua proveniente dalla regione polare.
A novembre 2005 è giunta la conferma visuale dell'emanazione delle particelle, quando la sonda ha ripreso un pennacchio di particelle ghiacciate mentre fuoriusciva dalla regione polare sud (un pennacchio era stato ripreso in precedenza, ma per la conferma definitiva erano necessarie ulteriori analisi). Queste immagini mostrano la struttura del pennacchio e rivelano numerosi getti (forse generati da diversi punti di emissione) all'interno di una componente più debole e diffusa che si estende a circa 500 km dalla superficie, rendendo Encelado il quarto corpo del sistema solare con attività vulcanica confermata (assieme alla Terra, a Tritone e Io).

Possibile schema per il criovulcanismo di Encelado.

L'analisi combinata delle immagini, della spettrografia di massa e di dati magnetosferici hanno suggerito che il pennacchio viene emanato da camere pressurizzate sottosuperficiali, analogamente ai geyser terrestri. Poiché non è stata rilevata ammoniaca nei materiali espulsi, che poteva fungere da anticongelante, le camere pressurizzate potrebbero essere costituite da acqua pura liquida a una temperatura di 270 K. L'acqua pura richiederebbe più energia per fondere, proveniente da forze mareali o sorgenti radiogeniche, rispetto a un misto di acqua e ammoniaca.
Un altro metodo possibile per generare un tale fenomeno è attraverso la sublimazione di ghiaccio superficiale. Il 14 luglio 2005 il Composite Infrared Spectrometer (CIRS) ha rilevato una regione calda vicino al polo sud, con temperature attorno agli 85-90 K e delle piccole aree che raggiungevano i 157 K. Queste temperature sono troppo elevate per essere causate dal riscaldamento solare, quindi alcune zone della regione polare sono riscaldate dall'interno del satellite. In tali condizioni il ghiaccio è caldo a sufficienza per sublimare a una velocità superiore rispetto alla superficie, generando un pennacchio. Lo strato sottosuperficiale che riscalda il ghiaccio di superficie potrebbe essere una fanghiglia mista di acqua e ammoniaca a temperature di 170 K, che richiederebbe meno energia per produrre il getto. Tuttavia, l'abbondanza di particelle nei pennacchi favorisce il modello a "geyser freddo", invece del modello della sublimazione del ghiaccio.
In alternativa, Kieffer et al. (2006) ha suggerito che i geyser potrebbero essere generati da clatrati idrati, dove anidride carbonica, metano e idrogeno vengono rilasciati quando sono esposti al vuoto dello spazio dalle fratture. Questa ipotesi non richiederebbe l'energia per sciogliere il ghiaccio richiesta dal modello a "geyser freddo", e spiegherebbe anche la mancanza di ammoniaca.
Osservazioni spettroscopiche di un pennacchio effettuale nel 2023 con il telescopio spaziale Webb suggeriscono che i pennacchi di vapore acqueo che nel tempo si stagliano dal satellite contribuirebbero in parte a integrare un alone toroidale acqueo che inviluppa l'anello E di Saturno, mentre una parte preponderante di questi getti, circa il 70%, ricadrebbe sull'intero sistema planetario alimentandone il flusso idrico.
Nel gennaio del 2020 un team di scienziati guidati da Christopher Glein dello Southwest Research Institute (SwRI) ha fornito nuovi indizi sulla possibile presenza di vita nell'oceano nascosto di Encelado. Basandosi sull'analisi dei dati provenienti dalla sonda Cassini, gli studiosi hanno evidenziato come l'anidride carbonica presente nei geyser potrebbe derivare dalle reazioni chimiche che avvengono tra il nucleo roccioso della luna e l'acqua dell'oceano. Sempre nei geyser è stata identificata la presenza di silice e idrogeno molecolare, spie della presenza di sorgenti idrotermali sul fondale.

### Atmosfera
Nel marzo del 2005 la NASA ha annunciato che un magnetometro sull'orbiter della sonda spaziale Cassini ha scoperto un'atmosfera significativa su Encelado, che potrebbe essere vapore acqueo ionizzato.
Nel 2006, la NASA ha confermato l'osservazione di sbuffi di vapor d'acqua dalla superficie del satellite: si tratta della prima osservazione certa di acqua non ghiacciata al di fuori della Terra. Cassini ha compiuto un primo fly-by il 17 febbraio 2005, un secondo e più ravvicinato il 9 marzo 2005.
Poiché la gravità di Encelado è troppo debole per trattenere un'atmosfera, essa deve essere rifornita da qualche fonte, la NASA ha ipotizzato vulcani di ghiaccio o geyser. Sebbene l'atmosfera è stata descritta dai suoi scopritori come "significativa", la definizione è valida solamente se paragonata alle altre lune ghiacciate; l'atmosfera di Encelado è milioni di volte più sottile di quella della Terra, ed è invisibile alla Cassini.

### Struttura interna

Struttura interna di Encelado basata sui dati della sonda Cassini.

Prima della missione Cassini-Huygens era poco nota la struttura interna di Encelado, ma i recenti sorvoli della sonda hanno fornito varie informazioni per modellare l'interno del satellite, tra cui una migliore misurazione della massa e della forma tridimensionale dell'ellissoide, le osservazioni ad alta risoluzione della superficie e nuove scoperte nella geochimica del corpo celeste.
Le stime della massa effettuate dalle sonde Voyager suggerivano che Encelado fosse costituito quasi interamente di ghiaccio. In base agli effetti gravitazionali sulla sonda Cassini è stata stimata una massa molto superiore rispetto ai dati precedenti, ricavando una densità di circa 1,61 g/cm3. Questo dato è superiore a quello delle altre lune ghiacciate di media dimensione di Saturno, indicando che Encelado possiede una percentuale superiore di silicati e ferro. Ne consegue che l'interno del satellite potrebbe aver generato una maggiore quantità di calore dal decadimento degli elementi radioattivi.
Castillo et al. 2005 suggerì che Giapeto e le altre lune ghiacciate di Saturno si siano formate velocemente dopo la formazione della nebulosa saturniana e quindi ricche di radionuclei con vita breve. Questi, come l'alluminio-26 e il ferro-60 hanno un tempo di dimezzamento breve e producono calore in un tempo relativamente breve. Senza questi radionuclei brevi, l'ammontare di radionuclei a vita lunga non sarebbe stato sufficiente per evitare il congelamento rapido dell'interno, anche considerando la maggiore massa.
Data la frazione relativamente elevata della massa composta di roccia, l'arricchimento di 26Al e 60Fe avrebbe generato un corpo celeste con un mantello ghiacciato e un nucleo planetario roccioso. Il successivo riscaldamento dovuto agli effetti di marea e dalla radioattività avrebbe innalzato la temperatura del nucleo fino a 1 000 K, sufficiente a fondere il mantello interno. Tuttavia si sarebbe fuso anche parte del nucleo, formando delle camere magmatiche che si sarebbero modificate sotto la pressione gravitazionale di Saturno. Il riscaldamento da marea, come quello generato dalla risonanza con Dione o dalla librazione avrebbe sostenuto questi punti caldi fino a oggi e avrebbe fornito energia per le attività geologiche.

### Oceano
Sul finire del 2008, gli scienziati hanno osservato pennacchi di vapore acqueo fuoriuscire dalla superficie di Encelado, dirigendosi poi verso Saturno. Questo fenomeno potrebbe essere dovuto alla presenza di acqua liquida, e ciò significa che Encelado potrebbe essere in grado di supportare la vita. Candice Hansen, una ricercatrice del Jet Propulsion Laboratory, ha diretto un gruppo di ricerca sui pennacchi dopo che è stato scoperto che questi raggiungono la velocità di circa 2189 km/h. Siccome tale velocità è difficile da ottenere se non sono coinvolti liquidi, è stato deciso di investigarne la composizione.
Si è scoperto così che nell'anello E circa il 6% delle particelle contiene una quantità significativa di sali di sodio, lo 0,5-2% in massa. Nella regione dei getti vicina a Encelado la frazione delle particelle "salate" aumenta del 70% in numero e più del 99% in massa. Queste particelle sono presumibilmente spray ghiacciato proveniente dall'oceano salato nel sottosuolo, mentre le particelle povere di sale si formano per nucleazione omogenea direttamente dalla fase gassosa. Le sorgenti delle particelle salate sono distribuite uniformemente lungo le "tiger stripes", mentre le sorgenti delle particelle più "dolci" sono collegate ai getti ad alta velocità. Le particelle "salate" si muovono lentamente e per la gran parte ricadono sulla superficie della luna, al contrario di quelle più "dolci", che essendo più veloci fuggono verso l'anello E, spiegando così la sua composizione debolmente salata.
La composizione dei pennacchi suggerisce che la loro origine sia un oceano salato sotto la superficie, o comunque una serie di cavità contenenti acqua salata. Ipotesi alternative, quali la sublimazione dei clatrati idrati, non spiegano la formazione delle particelle salate. In aggiunta, Cassini ha trovato tracce di componenti organici in alcuni granelli di polvere, Encelado potrebbe quindi ospitare vita extraterrestre.
La presenza di acqua liquida al di sotto della crosta implica che ci sia una sorgente di calore interna per mantenerla in tale stato: si pensa sia una combinazione tra il decadimento radioattivo e il riscaldamento mareale, in quanto quest'ultimo da solo non è sufficiente per spiegare tutto il calore. Mimas, un'altra della lune di Saturno, è più vicina al pianeta e ha un'orbita più eccentrica, e di conseguenza dovrebbe essere sottoposta a forze mareali maggiori di quelle di Encelado, ma la sua superficie vecchia e segnata implica che sia geologicamente morta.
Nell'aprile del 2014 è apparsa la notizia su Science che nuove prove sono emerse a sostegno dell'ipotesi dell'oceano di acqua liquida sotto la superficie ghiacciata. Da studi effettuati sulle analisi gravitazionali effettuate dalla sonda Cassini gli astronomi affermano che esiste nell'emisfero meridionale del pianeta un oceano 30–40 km sotto lo strato superficiale di ghiaccio, profondo 8 km avente una massa paragonabile a quella del Lago Superiore. Come il nucleo della luna, il fondale marino potrebbe essere roccioso, e questo creerebbe un ambiente favorevole ad alcune forme di vita. Nel 2015 è stato annunciato che le misurazioni dell'oscillazione di Encelado mentre orbita attorno a Saturno, chiamata librazione, suggeriscono che l'intera crosta ghiacciata sia staccata dal nucleo roccioso e che quindi sotto la superficie sia presente un oceano globale, e non solo sotto al polo sud come si pensava in precedenza. La misurazione della librazione di Encelado suggerisce che l'oceano abbia uno spessore da 26 a 31 km, molto più profondo di quanto si pensasse in precedenza.
I dati della navicella spaziale Cassini hanno rivelato complesse molecole organiche provenienti da Encelado, rafforzando l'idea che questo mondo oceanico ospiti condizioni adatte alla vita. Potenti bocche idrotermali mescolerebbero il materiale proveniente dal nucleo poroso pieno d'acqua della luna con l'acqua proveniente dal suo oceano sottosuperficiale. Tale materiale viene rilasciato nello spazio, sotto forma di vapore acqueo e grani di ghiaccio.
Nel 2023 è stato pubblicato uno studio sulla rivista Nature che, dall'analisi di dati della sonda Cassini, è stata rilevata la presenza di fosfati di sodio nei granelli di ghiaccio del materiale espulso dai geyser. Questi fosfati non erano mai stati trovati al di fuori della Terra e sono ritenuti un mattone fondamentale per la vita, in quanto indispensabile per la formazione di DNA e RNA. Il gruppo che ha effettuato la ricerca ha anche affermato che la concentrazione di questi composti nell'oceano di Encelado sia un centinaio di volte superiore a quella presente negli oceani terrestri.

## Cielo di Encelado

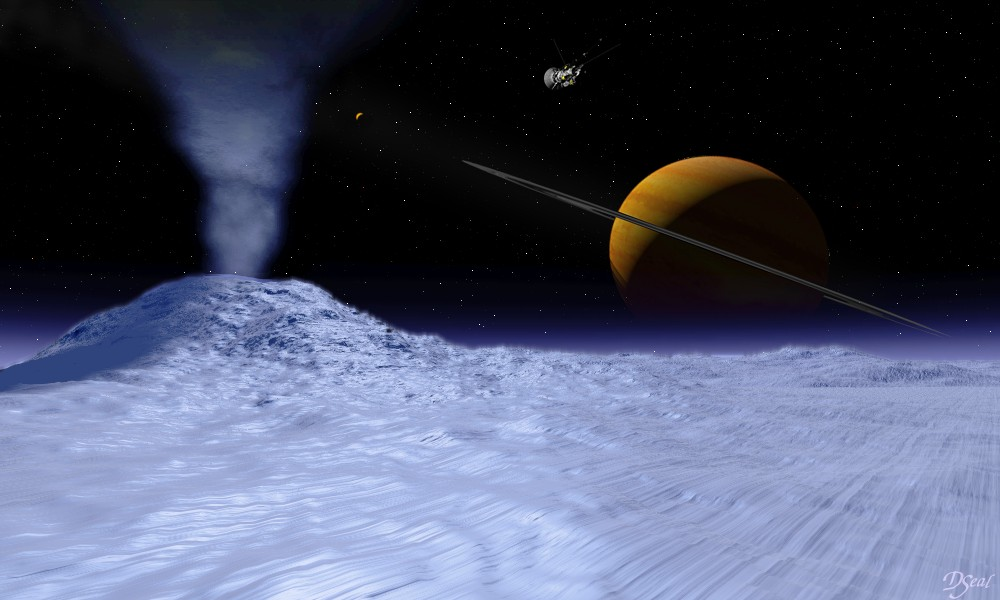
Raffigurazione artistica della superficie di Encelado.

Visto da un ipotetico osservatore sulla superficie di Encelado, Saturno avrebbe un diametro visibile di almeno 30°, sessanta volte più grande di quello della Luna vista dalla Terra. Siccome la rotazione di Encelado è sincrona con il periodo orbitale e quindi mantiene sempre una faccia rivolta verso Saturno, il gigante gassoso non si sposterebbe mai nel cielo di Encelado (e sarebbe sempre invisibile dal lato opposto).
Gli anelli sarebbero visti da un angolo di soli 0,019° e apparirebbero come una linea stretta e luminosa che attraversa il disco di Saturno, con la loro ombra chiaramente visibile sul disco del pianeta. Come per la Luna, Saturno possiederebbe delle fasi, variando dalla fase piena alla fase nuova in circa 16 ore, equivalente alla metà del suo periodo di rivoluzione attorno a Saturno. Dal satellite il Sole avrebbe un diametro di soli 3,5 minuti d'arco, nove volte più piccolo rispetto alla Luna vista dalla Terra.
Un osservatore potrebbe vedere la luna Mimas (il satellite maggiore situato all'interno dell'orbita di Encelado) transitare su Saturno circa ogni 72 ore, con un diametro massimo di circa 26 minuti d'arco, circa lo stesso della Luna terrestre. Le lune Pallene e Metone apparirebbero invece puntiformi, mentre Teti raggiungerebbe una dimensione massima di un grado di arco (il doppio della Luna), ma sarebbe visibile solo dalla faccia non rivolta verso Saturno.